# Nude (Camel)
Nude è l'ottavo album in studio del gruppo rock progressivo britannico Camel, pubblicato nel 1981.

## Il disco
Si tratta di un concept album ispirato alla vera storia del soldato giapponese Hiroo Onoda, arrestato su un'isola dopo circa trent'anni dalla fine della seconda guerra mondiale perché si rifiutava di credere che la guerra fosse finita.
Si tratta dell'ultimo album a cui partecipa il batterista Andy Ward.

## Tracce
1. City Life (Andrew Latimer, Hoover) – 4:41
2. Nude (Latimer) – 0:22
3. Drafted (Latimer, Hoover) – 4:20
4. Docks (Latimer, Kit Watkins) – 3:50
5. Beached (Latimer) – 3:34
6. Landscapes (Latimer) – 2:39
7. Changing Places (Latimer) – 4:11
8. Pomp & Circumstance (Latimer) – 2:05
9. Please Come Home (Latimer) – 1:12
10. Reflections (Latimer, Jan Schelhaas) – 2:39
11. Captured (Latimer) – 3:12
12. The Homecoming (Latimer) – 2:49
13. Lies (Latimer, Hoover) – 4:59
14. The Birthday Cake (Latimer) – 0:30
15. Nude's Return (Latimer) – 3:42

## Formazione
- Andrew Latimer – chitarra, flauto, tastiera, cori, voce
- Colin Bass – basso, cori, voce
- Andy Ward – batteria, percussioni